# Чернишов Аркадій Іванович
Аркадій Іванович Чернишов (рос. Арка́дий Ива́нович Чернышёв; нар. 16 березня 1914, Нижній Новгород, Російська імперія — пом. 17 квітня 1992, Москва, Росія) — радянський футболіст і хокеїст. Відомий хокейний тренер, один із основоположників радянської школи хокею із шайбою.

## Футбол та хокей з м'ячем
За «Динамо» дебютував 17 жовтня 1936, у переможному матчі з ЦБЧА (6:0). Вийшов на заміну на 75-й хвилині. Це була єдина поява на футбольному у тому сезоні. З наступного року повноцінний гравець основи; грав як у захисті, так і в середині поля. Чемпіон СРСР 1937, 1940. Володар кубка СРСР 1937. Всього за клуб в чемпіонаті провів 83 матчі. Єдиний гол забив у ворота ленінградського «Динамо» 7 вересня 1937 року.
Після війни переходить до «Динамо» (Мінськ). Протягом чотирьох років капітан та основний захисник клуба. Всього за клуб в чемпіонаті провів 69 матчів. Єдиний гол забив у ворота «Крила Рад» (Куйбишев) 3 серпня 1947 року.
Взимку, у складі московського «Динамо», брав участь у турнірах з хокею з м'ячем. П'ять разів здобував кубок СРСР (1937, 1938, 1940, 1941, 1948).
В 1948—1950 роках працював тренером дублюючого складу московського «Динамо». У тій команді починали виступи на футбольних полях Лев Яшин та Віктор Царьов.

## Хокей із шайбою

### «Динамо»
З моменту заснування у московському «Динамо» команди з канадського хокею був її граючим тренером, а у 1949—1974 — головним тренером. Загалом очолював клуб 28 років. За цей час команда здобула 24 комплекти нагород, у тому числі два — найвищого ґатунку. Двічі перемагала у кубку СРСР та шість разів була фіналістом турніру.
Аркадій Чернишов — автор першої закинутої шайби в історії чемпіонатів СРСР, відзначився на сьомій хвилині матчу з архангельським «Водником». Того сезону команда набрала однакову кількість очок з ЦБЧА та «Спартаком», але завдяки кращій різниці закинутих та пропушений шайб зайняла перше місце. За «Динамо» у першому чемпіонаті СРСР виступали: воротарі — Михайло Степанов, Михайло Ухмилов, захисники — Борис Бочарніков, Василь Комаров, Олег Толмачов, Михайло Якушин; нападники — Всеволод Блінков, Микола Медведєв, Микола Поставнін, Сергій Соловйов, Василь Трофімов та Аркадій Чернишов.
Через шість років команда перемагає у фіналі кубка СРСР ЦБРА з рахунком 3:2. У тому турнірі за «Динамо» грали: воротарі — Карл Ліїв, Лев Яшин; захисники — Микола Алексушин, Віталій Костарєв, Анатолій Молотков, Олег Толмачов; нападники — Всеволод Блінков, Анатолій Єгоров, Віктор Ішин, Віктор Климович, Юрій Крилов, Юрій Лебедєв, Олександр Солдатенков та Василь Трофімов.
Наступного сезону, у чемпіонаті, здобуто 15 перемог та лише одна поразка, від ЦБРА (3:6). «Динамо» набирає на три очки більше ніж у основних конкурентів та вдруге здобуває золоті нагороди національного чемпіонату. Склад чемпіонів 1954: воротарі — Карл Ліїв, Олександр Осмоловський, Микола Уланов; захисники — Микола Алексушин, Віталій Костарєв, Анатолій Молотков, Віктор Тихонов, Олег Толмачов; нападники — Анатолій Єгоров, Віктор Ішин, Віктор Климович, Юрій Крилов, Валентин Кузін, Борис Петелін, Олександр Солдатенков та Олександр Уваров.
У фіналі кубка 1972 здобуто перемогу над воскресенським «Хіміком» (3:0). Голи забили: Мотовилов, Мальцев та Чичурін. За «Динамо» виступали: воротар — Олександр Пашков; захисники — Михайло Алексєєнко, Віталій Давидов, Валерій Назаров, Володимир Орлов, Олександр Філіппов, Станіслав Щеголєв; нападники — Володимир Девятов, Євген Котлов, Олександр Мальцев, Анатолій Мотовилов, Юрій Репс, Ігор Самочернов, Анатолій Севідов, Михайло Титов, Юрій Чичурін та Володимир Юрзінов.
Лише вісім представників московського «Динамо» мають у своєму активі перемоги на чемпіонатах світу, Олімпійських іграх та чемпіонатах СРСР. Це тренери — Аркадій Чернишов, Володимир Юрзінов та гравці — Юрій Крилов, Валентин Кузін, Олександр Уваров, Володимир Мишкін, Сергій Яшин, Сергій Петренко.

### Збірна
1954 очолив збірну СРСР. Протягом чотирьох років йому допомагав Володимир Єгоров. За цей час національна команда перемогла на Олімпійських іграх 1956 (шість перемог у шести матчах). Здобула два комплекти нагород найвищого ґатунку на чемпіонатах світу, та три — на чемпіонатах Європи. Основу тієї команди складали: воротарі — Григорій Мкртичан, Микола Пучков; захисники — Альфред Кучевський, Микола Сологубов, Іван Трегубов; нападники — Євген Бабич, Всеволод Бобров, Олексій Гуришев, Юрій Крилов, Валентин Кузін, Олександр Уваров, Микола Хлистов та Віктор Шувалов.
Через чотири роки повернувся до керма головної команди країни. У 1961 його помічниками були Олександр Виноградов та Анатолій Кострюков, а наступні одинадцять років — Анатолій Тарасов. Співпраця двох видатних тренерів дала вагомі результати. Три перемоги на Олімпійських іграх, дев'ять — на чемпіонатах світу, та вісім — на чемпіонатах Європи. Протягом чотирьох чемпіонатів (1964—1967) команда не зазнала жодної поразки і лише одного разу завершила поєдинок внічию. Аркадій Чернишов очолював збірну СРСР у 294 матчах. У них одержано 240 перемог, 37 нічиїх та лише 17 поразок.
По завершенні тренерської кар'єри — директор хокейної школи московського «Динамо» (1975—1984) та голова тренерської ради Федерації хокею СРСР.
Помер 17 квітня 1992 року у Москві. Похований на Ваганьковському кладовищі.
У 1999 році обраний до зали слави ІІХФ. 2008 року його ім'ям названий один з дивізіонів Континентальної хокейної ліги.
Брат Раїси Іванівни Чернишової (1903—1984) — заслуженого майстра спорту СРСР (1946) та заслуженого тренера СРСР (1957), чемпіонки СРСР з фехтування на шпагах (1939, 1940, 1944).

## Державні нагороди та почесні звання
- Заслужений майстер спорту СРСР (1948)
- Заслужений тренер СРСР (1956)
- Орден Трудового Червоного Прапора (1957)
- Орден «Знак Пошани» (1965)
- Орден «Знак Пошани» (1968)
- Орден Трудового Червоного Прапора (1972)
- Орден Дружби народів (1984)

## Спортивні досягнення

### Футбол
- Чемпіон СРСР (2): 1937, 1940
- Володар кубка СРСР (1): 1937

### Хокей з м'ячем
- Володар кубка СРСР (5): 1937, 1938, 1940, 1941, 1948

### Хокей із шайбою
- Олімпійський чемпіон (4): 1956, 1964, 1968, 1972
- Чемпіон світу (11): 1954, 1956, 1963, 1964, 1965, 1966, 1967, 1968, 1969, 1970, 1971
- Срібний призер чемпіонату світу (2): 1955, 1957
- Бронзовий призер чемпіонату світу (1): 1961
- Чемпіон Європи (11): 1954, 1955, 1956, 1963, 1964, 1965, 1966, 1967, 1968, 1969, 1970
- Срібний призер чемпіонату Європи (3): 1957, 1961, 1971
- Чемпіон СРСР (2): 1947, 1954
- Срібний призер чемпіонату СРСР (9): 1950, 1951, 1959, 1960, 1962, 1963, 1964, 1971, 1972
- Бронзовий призер чемпіонату СРСР (13): 1948, 1949, 1952, 1953, 1955, 1956, 1957, 1958, 1966, 1967, 1968, 1969, 1974
- Володар кубка СРСР (2): 1953, 1972
- Фіналіст кубка СРСР (6): 1955, 1956, 1966, 1969, 1970, 1974

## Футбольна статистика
| Сезон                       | Команда                     | Ігри | Голи |
| --------------------------- | --------------------------- | ---- | ---- |
| 1936(о)                     | «Динамо» (Москва)           | 1    | 0    |
| 1937                        | «Динамо» (Москва)           | 15   | 1    |
| 1938                        | «Динамо» (Москва)           | 11   | 0    |
| 1939                        | «Динамо» (Москва)           | 23   | 0    |
| 1940                        | «Динамо» (Москва)           | 23   | 0    |
| 1941                        | «Динамо» (Москва)           | 10   | 0    |
| Всього за «Динамо» (Москва) | Всього за «Динамо» (Москва) | 83   | 1    |
| 1945                        | «Динамо» (Мінськ)           | 21   | 0    |
| 1946                        | «Динамо» (Мінськ)           | 20   | 0    |
| 1947                        | «Динамо» (Мінськ)           | 20   | 1    |
| 1948                        | «Динамо» (Мінськ)           | 8    | 0    |
| Всього за «Динамо» (Мінськ) | Всього за «Динамо» (Мінськ) | 69   | 1    |
| Всього в чемпіонатах СРСР   | Всього в чемпіонатах СРСР   | 152  | 2    |

## Хокейна статистика
| Сезон                     | Команда                   | Ігри | Голи |
| ------------------------- | ------------------------- | ---- | ---- |
| 1946/47                   | «Динамо» (Москва)         | 5    | 4    |
| 1947/48                   | «Динамо» (Москва)         | 7    | 0    |
| 1948/49                   | «Динамо» (Москва)         | 4    | 0    |
| Всього в чемпіонатах СРСР | Всього в чемпіонатах СРСР | 16   | 4    |